# Sécurité routière en France
Pour les autres articles nationaux ou selon les autres juridictions, voir Prévention et sécurité routières.
La sécurité routière en France correspond à un enjeu majeur de santé publique et de protection des personnes. Les principales campagnes de prévention routière, l'évolution de la réglementation et des moyens de contrôle instaurés par le gouvernement visent à inciter les conducteurs à respecter les dispositions du Code de la route, en particulier contrôler leur vitesse, partager la route entre les différentes catégories d'usagers — notamment automobilistes, deux roues, piétons, EDP ou Engin de déplacement personnel — les usagers les plus vulnérables étant souvent victimes d'accidents plus graves, même si encore en 2019 la moitié des tués se trouvent encore dans des véhicules de tourisme.
La France a été longtemps un des pays les plus dangereux en Europe occidentale. Mais à partir de 1972, le mode de gestion de cette sécurité routière a profondément évolué dans ce pays et les actions menées notamment par les pouvoirs publics ont commencé à trouver une efficacité, avec une réduction du nombre de tués sur les routes. Les hommes politiques se sont également davantage investis sur ce thème, plus fortement médiatisé, même si les opinions et les débats ne suivent pas forcément les clivages habituels entre les différents partis. Un continuum éducatif a été mis en place de l'école primaire au collège, en coordination avec l'Éducation nationale, et, avec le permis à points, des stages de sensibilisation ont été introduits pour les conducteurs contrevenants. De nombreux organismes travaillent sur ce thème de la sécurité routière même si un regroupement s'opère depuis quelques années. Enfin, depuis 1982, l'action locale sur la sécurité routière est devenue un thème d'action et de communication privilégié pour les préfets. Les gouvernements successifs ont montré également « un grand appétit réglementaire », avec des adaptations successives, dans un souci de mesurer l'impact réel, et par prudence sur des mesures qui peuvent être impopulaires.

## Histoire des politiques de sécurité
En France, le droit suggère que la responsabilité de l'accident relève de la faute personnelle du conducteur. « C'est tellement plus facile de dire qu'on est tous des mauvais conducteurs, c'est bien pour la communication. Dans une approche systémique, il n'y a pas que l'automobiliste qui est responsable, il y a celui qui a fait la route, la voiture, la réglementation, chacun contribue à l'insécurité routière. […] Il y a aussi le système d'assurance qui fait que l'on cherche un responsable, tout est orienté dans ce sens là. » — Entretien avec le responsable du bureau de l'éducation routière de la DSCR, octobre 2005.

### Augmentation continue des tués sur la route jusqu'en 1972

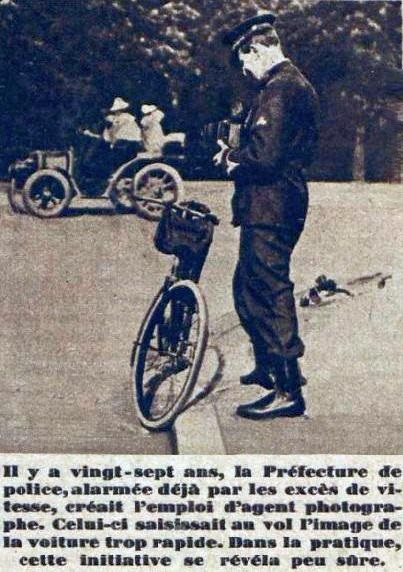
La détection des infractions de vitesse en 1900.

Les premières réglementations sur la circulation sur route sont antérieures à l'automobile.
En 1893, une circulaire définit le concept de certificat de capacité valable pour conduite de véhicule.
En 1899, décret du 10 mars sur la circulation des automobiles portant vitesse maximale autorisée.
En 1917, création des première auto-écoles.
Mais dans l'entre-deux-guerres, une politique de la sécurité routière commence à devenir nécessaire avec l'augmentation de la circulation de véhicules motorisés, et l'augmentation en conséquence des accidents. L'accent est mis sur la réglementation, et des dispositifs de base se mettent en place avec l'instauration en 1921 d'un code de la route en France puis en 1922 de l'appellation permis de conduire.
Après la Seconde Guerre mondiale, le rôle de l'association de Prévention routière, créée en 1949 devient prépondérant, face à un réseau routier dévasté et un parc automobile français peu fiable. Le Centre national, siège de l'Association, est à Paris, mais l'association est présente dans tous les départements, y compris ceux d'outre-mer, grâce à 101 comités. Cette implantation ainsi que ses campagnes d'information et de sensibilisation lui permettent d'acquérir une forte image, de peser sur les pouvoirs publics et de faire passer un premier niveau d'information. À travers cette association et leur lobbying, les assureurs exercent eux aussi une pression sur les pouvoirs publics pour lutter contre l'insécurité routière, qui grève les comptes de leur branche automobile. Ces différentes influences permettent d'obtenir quelques évolutions de la réglementation et une amélioration régulière des infrastructures. Ce sont les actions de résorption de points noirs, la mise en place de signalisation lumineuse, la rectification de tracés sinueux et la séparation des flux entre les différents usagers, avec des voies excluant certains usagers (périphériques, autoroutes, boulevard circulaire, etc.). De premières mesures sont également prises pour limiter la vitesse dans des contextes précis, de façon limitée, et pour lutter contre les conséquences de l'alcoolémie.
Mais de 1960 à 1971, la circulation continuant à augmenter, le nombre de tués sur les routes bondit de 8 000 à 15 000 morts par an, faisant de la France un des pays les plus dangereux en Europe occidentale. Le prolongement de la tendance aboutit à des projections de 20 000 tués et plus par an à brève échéance. Dans cette même période, le pouvoir politique ne fait pas d'une politique de la sécurité routière sa priorité.

### Émergence d'une politique de sécurité routière plus cohérente et inversion des courbes

Image d'une ceinture de sécurité trois points.

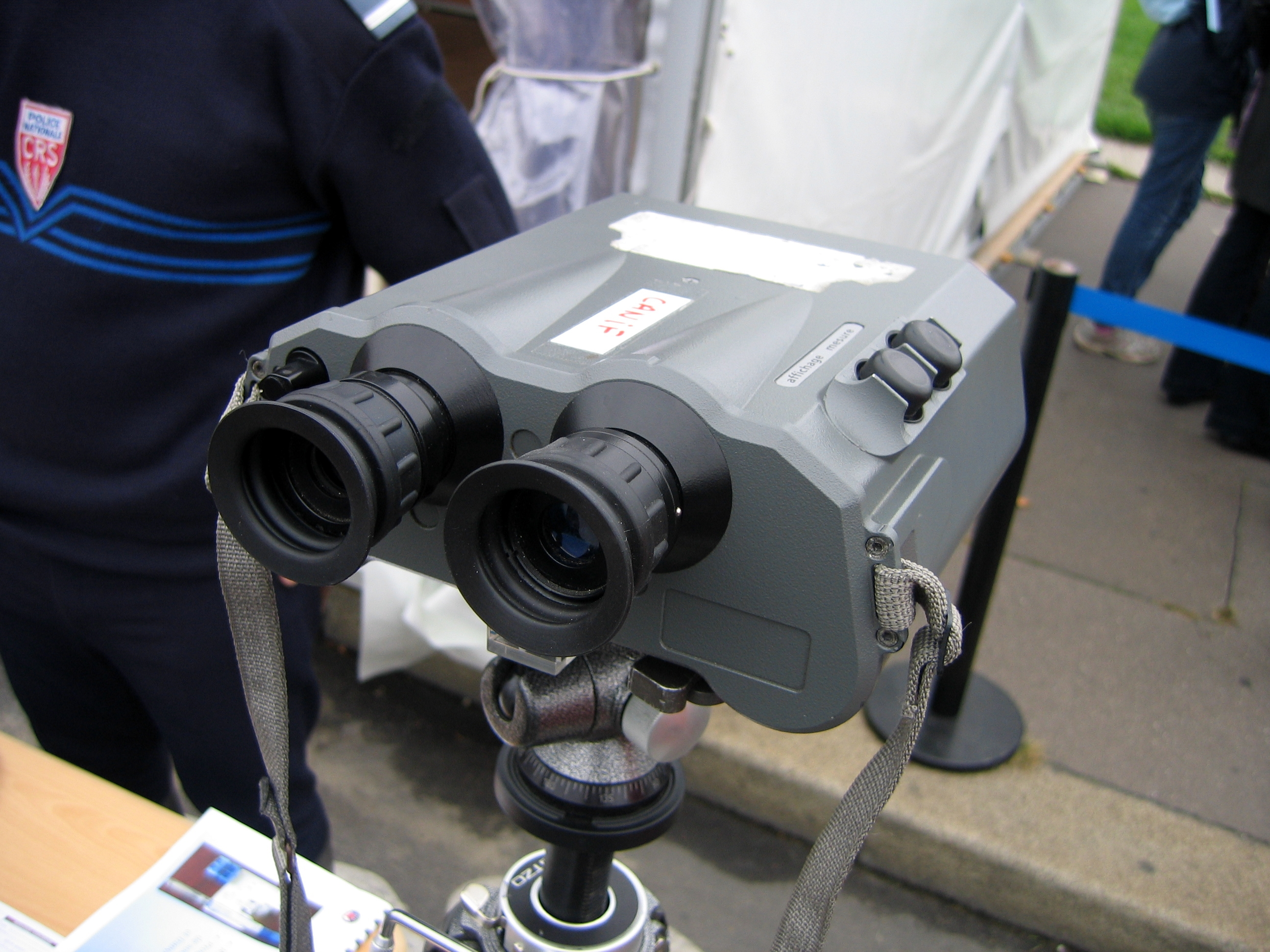
Radar mobile à jumelle.

L'année la plus meurtrière est 1972 avec 16 545 tués,. Jacques Chaban-Delmas, dont la deuxième épouse, Marie-Antoinette Ion, est décédée dans un accident de la route en 1970, crée le 5 juillet 1972, le jour même où il quitte ses fonctions de Premier ministre, un Comité interministériel de la sécurité routière,, et nomme Christian Gerondeau délégué à la sécurité routière. La mission de ce « Monsieur Sécurité Routière » est d'animer ce comité interministériel, de définir une vision, une politique et des objectifs avec le gouvernement, et de piloter la communication. Christian Gerondeau militait depuis plusieurs années au sein des équipes gouvernementales pour une meilleure coordination des entités chargées de ce thème dans les différents ministères (l'intérieur, les transports, l'équipement et les travaux publics, l'enseignement, etc.).
À partir de ce moment, la politique française en la matière gagne en cohérence. Les drames de la route, et l'action gouvernementale en regard, commencent à trouver un écho dans les médias. D'autant que Christian Gerondeau n'hésite pas à intervenir de façon pédagogique dans les journaux télévisés. La courbe des tués sur les routes s'infléchit dès le second semestre 1972 grâce, dans un premier temps, à ce seul écho médiatique. Le Comité interministériel de la sécurité routière fait réaliser, sur une idée de Michel Tauriac, reporter à l'ORTF, un spot télévisuel spectaculaire, Une ville rayée de la carte, sensibilisant les téléspectateurs en représentant les morts sur la route par tous les habitants de la ville de Mazamet.
Des mesures prennent le relais de cette sensibilisation des conducteurs et pérennisent la baisse du nombre d'accidents malgré la progression de la circulation. Cette baisse se prolonge année après année,. Entre 1973 et 2002, le nombre d'accidents et de victimes est divisé par deux alors que la circulation routière est multipliée par 2,5. Les principales mesures qui suivent l'année noire de 1972 portent sur le port de la ceinture de sécurité à l'avant du véhicule et le port du casque pour les deux-roues. Dans le même temps, la limitation de la vitesse est instaurée en France sur routes nationales et autoroutes.
En 1981, première alternance politique sous la Cinquième République, la gauche gagne les élections présidentielles. Pierre Mauroy devient le premier ministre de François Mitterrand. Il maintient dans un premier temps Christian Gerondeau dans ses fonctions, puis le 21 avril 1982 procède à une réorganisation partielle. Le Comité interministériel de la sécurité routière est désormais animé par un délégué interministériel à la sécurité routière (DISR), et Christian Gerondeau, très critiqué depuis plusieurs années par la Fédération française des motards en colère, est remplacé par Pierre Mayet.

### Consolidation de la politique nationale de sécurité routière
Dans les années 1980, quelques faits marquent particulièrement l'opinion publique, en particulier le dramatique accident de Beaune, le 31 juillet 1982. À la suite de cet accident, le ministre des Transports Charles Fiterman fait adopter de nouvelles réglementations sur la vitesse maximale autorisée pour les cars, la vitesse par temps de pluie pour tous les véhicules, et la mise en place de limiteurs de vitesse, dans les véhicules lourds (camions et autocars).
La création par Geneviève Jurgensen de la Ligue contre la violence routière, en mai 1983, rencontre également un certain écho dans les médias et dans l'opinion publique, en permettant une expression des familles de victimes. La responsabilité collective, la responsabilité de la société civile et la responsabilité de chacun sont mises en avant, avec une injonction forte : « La sécurité, c'est l'affaire de tous » venant équilibrer et compléter les grandes mesures réglementaires et de contrôles prises dans la décennie précédente. C'est dans ce cadre que se mettent en place les campagnes REAGIR (Réagir par des Enquêtes sur les Accidents Graves et sur les Initiatives pour y Remédier) à partir de 1983, et les plans départementaux d'action et de sécurité routière à partir de 1987.
Fin 1988, Michel Rocard, premier ministre socialiste, estime nécessaire, pour consolider la politique de la France sur la sécurité routière qu'une commission spécifique dresse le bilan de la situation et préconise des actions pour redonner une dynamique sur ce thème majeur de santé publique. Georges Sarre, son secrétaire d'État aux transports routiers et fluviaux, désigne un ingénieur général des ponts et chaussées honoraire, Pierre Giraudet, pour en prendre la tête, entouré de douze personnes de compétences diverses (un magistrat, un préfet, un psychanalyste, un psychologue, deux représentants de familles de victime, deux ex-DISR, Christian Gerondeau et Pierre Mayet, un ancien délégué général à la Prévention routière, François Gentile, un chef de service d'anatomie pathologique Claude Got, etc.). La commission Giraudet remet son livre blanc à Michel Rocard le 4 avril 1989. Parmi les propositions figurent par exemple l'attribution du permis de conduire aux jeunes avec une période probatoire de deux ans, la création d'une police de la route, l'institution d'un délit de mise en danger de la vie d'autrui, la confiscation des véhicules des conducteurs très dangereux, la généralisation de la priorité à l'entrant dans les carrefours giratoires, l'installation de ceintures à l'arrière et de protection adaptées aux enfants, la généralisation du 15 pour le SAMU, la limitation de la vitesse à 50 km/h dans les agglomérations et la limitation de la vitesse des véhicules dès leur fabrication. Au cœur des recommandations est mentionné la nécessité « d'une autre stratégie de répression basée sur la fréquence des contrôles et l'automatisation des sanctions ». En réponse, Michel Rocard appelle les automobilistes à une « conduite apaisée » et affirme que ce rapport « ne restera pas sans suite »,. De fait, ce livre blanc constitue désormais un catalogue de mesures, référence des gouvernements successifs qui s'effraient quelquefois du risque d'impopularité mais y puisent, prudemment, des idées.
Au début des années 1990, la ceinture est rendue obligatoire pour tous les passagers, étendant définitivement un dispositif de sécurité dont l'usage est plutôt bien rentré dans les mœurs en rase campagne, moins bien en circulation urbaine. Des contrôles techniques réguliers des véhicules deviennent également obligatoires. Et le permis évolue, avec l'introduction du permis à point, malgré l'opposition des routiers qui manifestent et organisent des opérations escargots. Par contre, la procédure administrative pour enlever les points est si longue à la création de ce dispositif qu'elle en perd son effet dissuasif.
À la fin des années 1990, Jean-Claude Gayssot, communiste, ministre du transport au sein du gouvernement de Jospin, réagit sur des mauvais chiffres de 1998, marquant une légère remontée des accidents de la route, en durcissant la réglementation et les dispositifs de contrôle : il muscle les peines sur les automobilistes coupables par deux fois de gros excès de vitesse (plus de 50 km/h au-dessus de la vitesse autorisée), élargit les situations pouvant donner lieu à un contrôle sur la consommation de stupéfiants, équipe les forces de l'ordre de radars à jumelle supplémentaires, multiplie les opérations coup de poing les veilles de week-end. Le débat sur la loi Gayssot donne lieu à de vigoureuses réactions de la droite, réagissant contre la pénalisation des excès de vitesse et pointant des atteintes aux libertés individuelles. Cette rhétorique opposant les limitations de vitesse à la liberté individuelle est un débat qui existe depuis le début, mais qui commence à s'essouffler dans l'opinion, devant les arguments scientifiques sur la conséquence des chocs à grande vitesse et sur résultats des analyses accidentologiques. Dans les faits, au moment des débats des députés et sénateurs, ces questions partagent tous les camps politiques. La loi Gayssot est votée avec quelques aménagements, malgré les manifestations hostiles organisées par la Fédération française des motards en colère. Par contre, un autre volet de la loi prévoyant un audit des infrastructures routières est abandonné, à la suite de l'opposition de l'Association des maires de France. Et en 2000, les courbes reprennent une tendance claire à la baisse. D'autres mesures sont prises telles que le retrait immédiat des permis, en l'attente d'une décision de justice ultérieure, toujours dans le cadre d'excès de vitesse importants. L'accent est mis sur les infractions manifestes. Les polices municipales sont également autorisées à intervenir en milieu urbain. Ces mesures, comme l'essentiel des actions menées dans les années 1990, qualifiées quelquefois de pédagogiques, restent dans les faits basées sur la peur du gendarme. Mais il est démontré dans les mêmes années, que le système de contrôle et de sanction alors en place reste perfectible et que nombre de contrevenants échappent à toute sanction.

### Accentuation du volet répressif depuis 2002

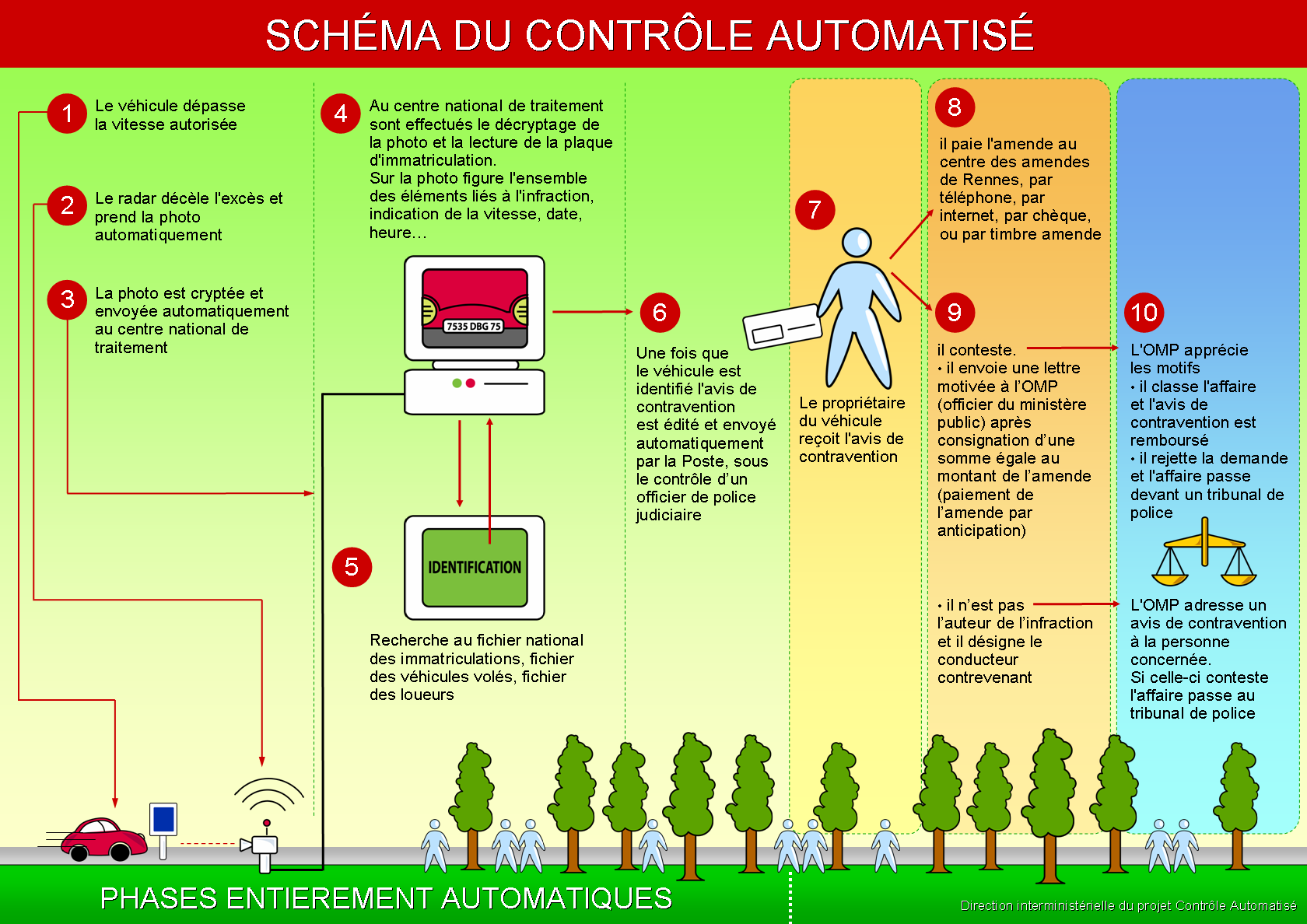
Automatisation du processus de contrôle, un élément décisif dans la tolérance zéro et dans la crainte des contrôles.

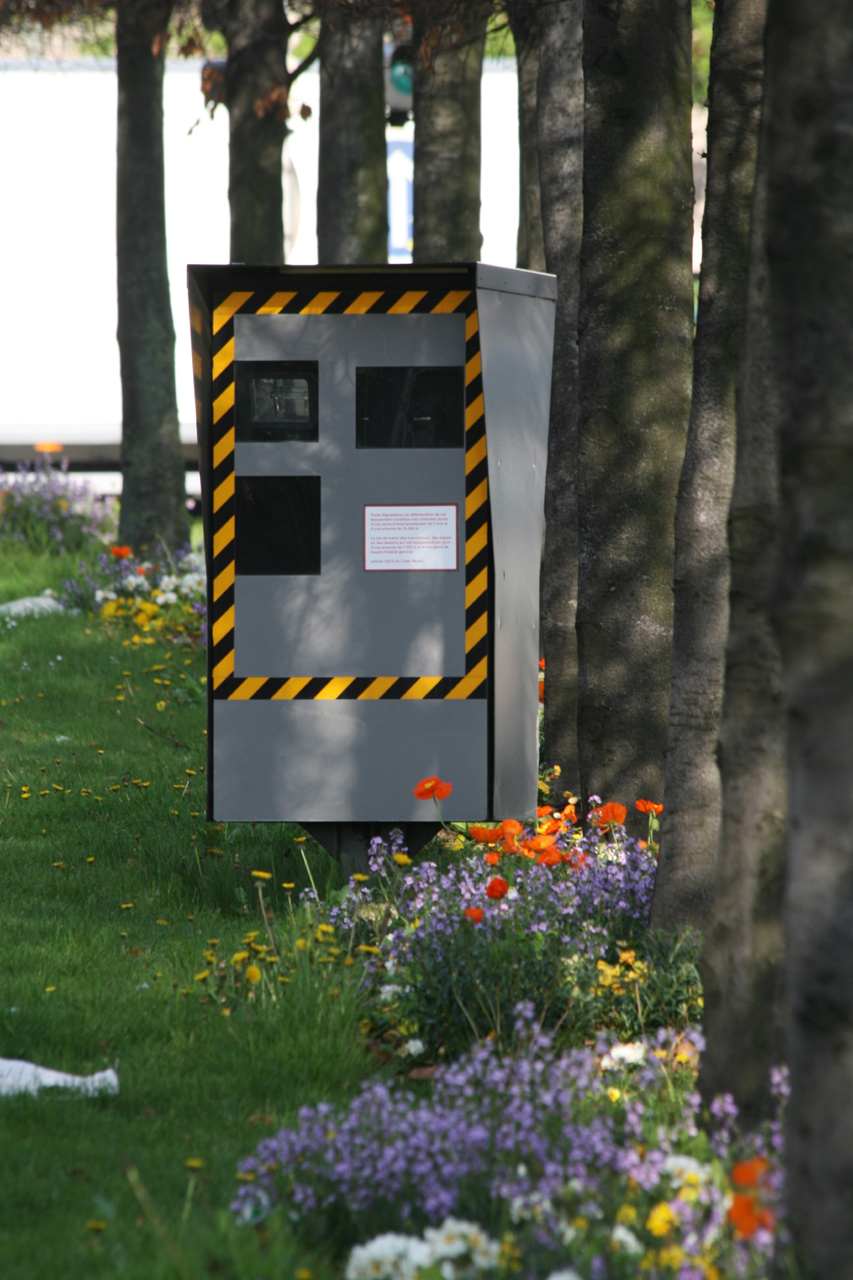
Radar automatique fixe.

Le 14 juillet 2002, après sa réélection comme président de la République, Jacques Chirac cite la sécurité routière comme l'un des trois chantiers prioritaires de son nouveau quinquennat, alors que ce thème n'avait été porté par aucun des principaux candidats durant la campagne électorale. Avec deux autres chantiers sur des thèmes consensuels, la lutte contre le cancer et l'insertion des handicapés, il se saisit ainsi de ce troisième thème qui a l'avantage de n'être, a priori, ni de droite ni de gauche. En septembre 2002, le premier ministre français Jean-Pierre Raffarin affirme qu'on ne peut plus parler de l'insécurité routière avec « des mots qui mentent » mais avec les « vrais mots, les mots de violence, de délinquance, les mots, quelquefois, d'assassinat ». Les termes retenus ne sont pas sans évoquer dans l'opinion les termes utilisés par Geneviève Jurgensen dans ses interventions et dans le nom choisi pour son association de victimes de la route.
Nicolas Sarkozy, en tant que ministre de l'intérieur, et Gilles de Robien, en tant que ministre de l'équipement et des transports, remettent en chantier les lignes directrices en matière de sécurité routière. En février 2003, un juge, Rémi Heitz, est nommé délégué interministériel à la sécurité routière. La politique est mise en œuvre à travers la loi du 12 juin 2003 renforçant la lutte contre la violence routière, qui durcit les sanctions et crée le permis probatoire pour les nouveaux conducteurs. Elle est complétée par la multiplication des radars automatiques sur les routes. Dans le nouveau dispositif, tout un pan de la nouvelle politique consiste à appliquer de façon plus sévère les possibilités introduites par ce permis à point (datant de 1992).
À partir de 2004, l'automatisation du traitement des infractions vient compléter cet ensemble en rendant impossibles les interventions diverses existant précédemment pour qu'une verbalisation ne se concrétise pas. Il devient difficile pour le contrevenant d'éviter une sanction lorsque l'infraction est constatée. Ce point est déterminant dans l'efficacité du dispositif réglementaire, comme le fait remarquer l'Organisation de coopération et de développement économiques dans ses analyses comparatives des politiques de sécurité routière de ses membres. C'était déjà ce qu'écrivait cinq ans auparavant Claude Got: « Un système purement administratif et automatisé, sans tolérance ni indulgence, avec des sanctions initialement faibles mais progressives selon le niveau de récidive, serait plus efficace que le système actuel » plaidait-il dans la page « Rebond » du journal Libération. Ce dispositif de sanction automatisée s'articule autour du Centre automatisé de constatation des infractions routières, installé à Rennes.
Certains déplorent le caractère essentiellement répressif des méthodes utilisées pour améliorer la sécurité routière,,. La compréhension des règles de conduite au-delà de la formation à la réglementation et l'apprentissage de nouveaux comportements ne leur semblent pas suffisamment intégrés dans cette politique. D'autres dénoncent « des sanctions très sévères pour des infractions minimes, une explosion des recettes pour l'État, un impact sur la sécurité routière systématiquement surestimé ». Quant aux conducteurs, ils sont majoritairement favorables à la répression sur la vitesse ou sur l'alcool, tout en restant individuellement peu respectueux des règles, espérant passer à travers les mailles du filet et réclamant de la souplesse. Mais ils sentent progressivement ce filet se resserrer sur eux, et la crainte de la sanction les incite à se conformer à la norme. Concrètement, cette politique participe à une nouvelle réduction du nombre de tués sur la route. On passe en effet de 7 600 tués en 2002, chiffre qui semblait devenir un palier minimum, à 5 300 dès 2005. Un palier semble pourtant se dessiner, entre 4 000 et 3 500 tués par an environ, l'évolution restant faible entre 2010 et 2011,, plus marquée en 2012 avec 3 645 tués. Le nombre de tués sur la route atteint un plus bas historique avec 3 259 tués en 2018.

### 2018: 80 km/h sur routes bidirectionnelles
En 2018, la principale mesure de sécurité routière proposée et soutenue par le gouvernement a été le déploiement d'une réduction de la vitesse maximale à 80 km/h en France sur les routes hors agglomération, hors autoroute, sans séparation centrale.
La Cerema et l'ONISR assurent l'évaluation de cette mesure en termes de vitesses pratiquées, d'accidents, de temps de trajet, et de ressenti des usagers.
De son côté, en septembre 2018, 40 millions d'automobilistes crée un « comité indépendant d'évaluation des 80 km/h », qui se donne « pour mission de mesurer l'efficacité et la pertinence de la baisse de la limitation de vitesse de 90 à 80 km/h sur les routes du réseau secondaire en termes d'amélioration de la mortalité et de l'accidentalité routières »,.
Le graphique qui aurait dû être présenté ici ne peut pas être affiché car il utilise l'ancienne extension Graph, désactivée pour des questions de sécurité. Des indications pour créer un nouveau graphique avec la nouvelle extension Chart sont disponibles ici.

## Dans les départements
La politique nationale de sécurité routière est déclinée dans les départements.

### Acteurs locaux et outils
Si, au niveau national, le gouvernement, notamment par le Comité interministériel de la sécurité routière (CISR), fixe les orientations, décide des mesures à mettre en œuvre et développe des campagnes de communication régulières, la politique de sécurité routière se décline également au niveau local, comme indiqué précédemment, et ce notamment depuis les années 1980. Pour les préfets, qui dans les mêmes années ont perdu une partie de leurs prérogatives au profit des élus des conseils généraux et régionaux avec les lois sur la décentralisation, la sécurité routière est devenue un thème privilégié d'action et de communication. Depuis le CISR du 13 juillet 1982, le préfet a sous son autorité la politique locale de sécurité routière : communication à la presse des statistiques et résultats locaux,, sensibilisation, organisation des contrôles, mais aussi travail à moyen terme avec les élus et les citoyens sur l'infrastructure, la disparition des points noirs, l'adaptation de la signalisation, l'apaisement de la circulation, autant de leviers complémentaires de la politique nationale.
Pour ce faire, le préfet peut s'appuyer sur un coordinateur sécurité routière. Classiquement, le coordinateur est soit un agent de la préfecture soit un agent de la Direction départementale de l'équipement et de l'agriculture (DDEA). Un document général d'orientations, le DGO, détermine par une étude des accidents sur la période récente les problématiques rencontrées dans le département en fonction de l'accidentologie constatée - les enjeux – et fixe les orientations de la politique locale pour les cinq années à venir, par exemple, les jeunes 15-24 ans, les deux roues motorisés, les piétons seniors… cibles vers lesquelles il faudra agir sur le terrain. Sur cette base de travail, un Plan départemental d'actions de sécurité routière (PDASR) recense les actions de prévention proposées par les acteurs locaux et retenues par le préfet. L'inscription des actions à ce plan départemental permet de les valoriser et de leur associer des financements de la préfecture et du conseil général.
De nombreux acteurs locaux participent sur le terrain à des actions de prévention et de sensibilisation à la sécurité routière : services de l'État, communes, collectivités locales, associations, assureurs, entreprises… Des particuliers peuvent également participer activement à la sensibilisation. Il existe un statut d'intervenant départemental de sécurité routière (IDSR) qui permet à des gens d'horizons variés (retraités ou actifs) de faire de la prévention concrète. Désignés par arrêté préfectoral à cette fonction de sécurité routière et placés sous la subordination de la préfecture, ils sont considérés comme des agents occasionnels de l'État lorsqu'ils interviennent.
Dans certains départements (exemples du Var et des Alpes-Maritimes), des Maisons de la sécurité routière (MSR) ont été ouvertes. Elles ont quatre missions principales :
- Assurer l'accueil des victimes et de leur famille avec une mission de première écoute, d'information et de documentation ;
- Informer sur la sécurité routière tout type de public : citoyens, professionnels, élus… L'information porte sur tous les champs de la sécurité routière ;
- Mettre à disposition des ressources humaines et matérielles sur des actions de sensibilisation, conseiller pour le montage d'opérations ou orienter vers les personnes ou les services partenaires ;
- Être un lieu d'échanges et de rencontres privilégié entre bénévoles, associations, professionnels et institutionnels qui travaillent dans la prévention.

D'autres départements retiennent une formule « dématérialisée » de ces maisons de la sécurité routière en les ouvrant sous la forme de sites internet.
L'efficacité de ces différents dispositifs est inégale d'un département à l'autre, et fonction des moyens financiers et humains réellement consacrés à ce thème. Mais ces dispositifs ont le mérite de répartir sur tout le territoire national la réflexion nécessaire entre les services de l'État, les élus et les particuliers sur les actions locales : aménagements des infrastructures, défauts de signalisation, etc..

### Évolution locale des infrastructures
Les collectivités locales gèrent 97 % du réseau routier. Et c'est la partie de loin la plus accidentogène. Les routes départementales et communales représentent 65 % du trafic, mais 84 % des décès. Chaque accident sur le réseau routier fait l'objet d'une enquête : enquêtes REAGIR (Réagir pour les Enquêtes sur les Accidents Graves et les Initiatives pour y Remédier) en 1982, remplacées en juillet 1984 par les enquêtes comprendre pour agir (ECPA). Ces enquêtes ne servent pas à déterminer les responsabilités, mais à comprendre les raisons de l'accident, puis à lister les facteurs possibles, pour orienter les actions locales, et alimenter les DGO et PDASR : modification des accès, modifications des carrefours, mise en place de giratoire, séparation du trafic lent et rapide, changement du revêtement, etc.
Les accidents en agglomération, villes ou villages, pèsent pour 28 % des tués, et ce de façon quasi-invariante depuis une dizaine d'années[Quand ?]. Mais ces mêmes accidents sont à l'origine de 52 % des hospitalisations pour blessures. Dans les villes nouvelles des années 1960 ou 1970, une séparation a souvent été organisée entre les piétons, les transports en commun et les voitures : voie réservée, urbanisme sur dalle, etc.. Mais l'opportunité de reconcevoir l'espace urbain est rare. Depuis quelques années, un des thèmes de travail sur la sécurité routière en agglomération est le partage de l'espace entre les différents usagers, la recherche d'un équilibre dans l'environnement de la route et de la rue, et l'apaisement de la circulation. Ceci passe par le recours à différentes techniques telles que la mise en place de ralentisseur, la réduction de la largeur des voies, l'introduction de chicane, la mise en place (là encore) de giratoire, la gestion d'intersection par la seule règle de priorité (ce qui incite à la prudence), les zones 30, les woonerf, etc. Tout en continuant à dévier la circulation de transit par des rocades ou ceintures périphériques.

## Actions de communication

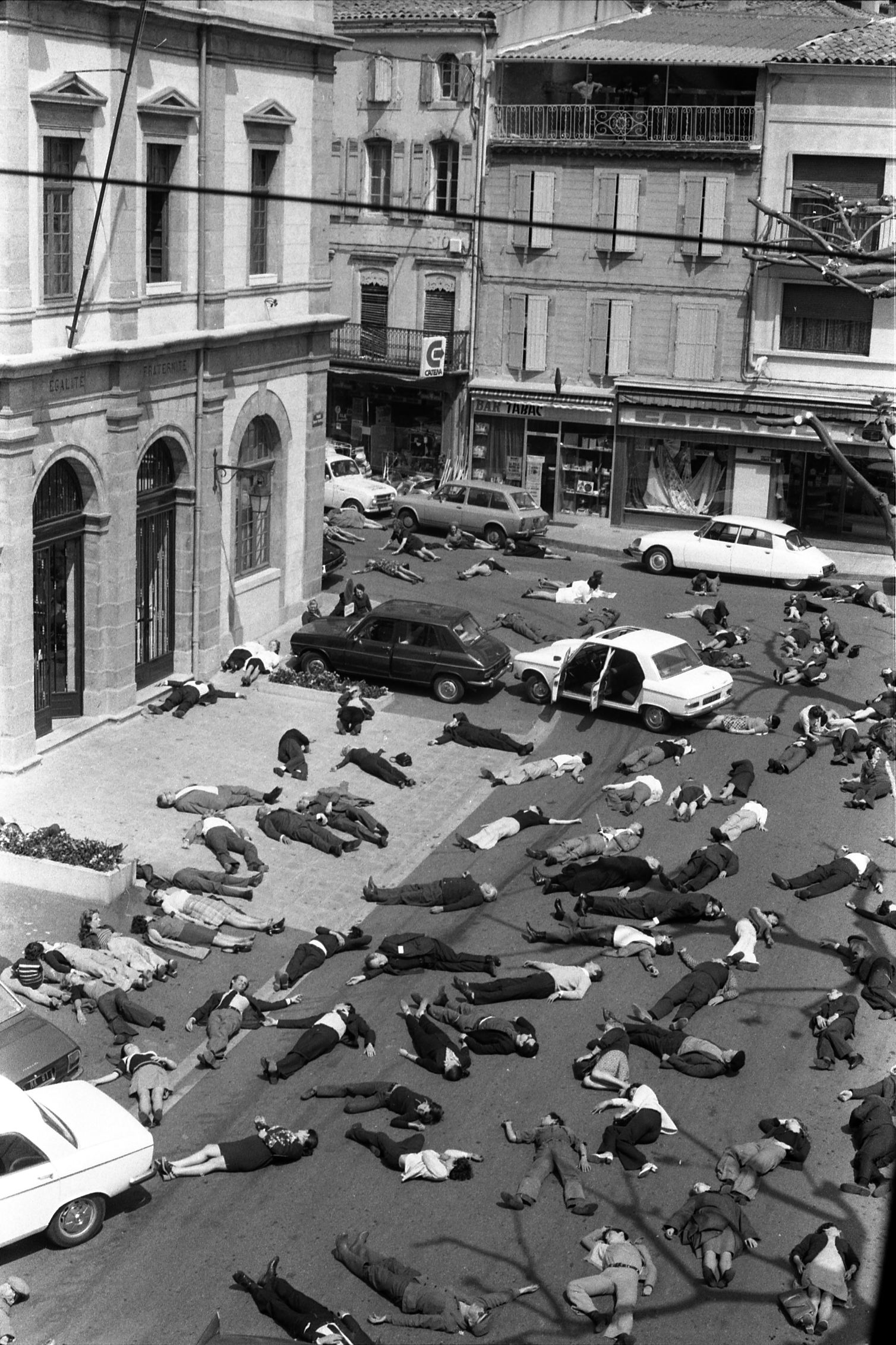
« Mazamet ville morte » : spectaculaire opération de communication où les 16000 habitants de la ville s'allongent dans les rues, illustrant le nombre annuel de tués en France en 1973.

La première grande communication télévisuelle du Comité interministériel de la sécurité routière est réalisée dès 1973. La ville de Mazamet est choisie pour une campagne spectaculaire sur les enjeux de la sécurité routière. La ville de Mazamet possède alors le même nombre d'habitants que celui des tués sur la route en France l'année précédente. Cette ville est filmée du sol et des airs avec de nombreux habitants allongés à même l'asphalte des rues et des trottoirs (comme s'ils étaient morts) et le pseudo-documentaire qui en est tiré est diffusé sur la première chaîne peu après, sous le titre Une ville rayée de la carte,.
Ce film marque les esprits, et si son effet reste très momentané sur les comportements des conducteurs, il fait comprendre la gravité du sujet. Après ce premier film, un spot créé la même année expose un blessé sur un lit d'hôpital. Les années suivantes, les campagnes sont moins dures. Elles sont conjuguées à la mise en place de nouvelles réglementations ou à des bilans sur des actions déjà menées : les communications accompagnent les actions en cours pour en accentuer les effets. Elles procèdent par slogans. Certains de ces slogans sont restés célèbres, tels « La vitesse, c'est dépassé », en 1975, « Boire ou conduire, il faut choisir » en 1977, « 20 000 vies sauvées en 5 ans, continuons. Un petit clic vaut mieux qu'un grand choc » en 1978. Ou encore « Auto macho, auto bobo », campagne de l'association Prévention Routière sur la courtoisie au volant, en 1986. Les vidéos donnent ou illustrent des recommandations mais évitent de montrer des accidents. Au rythme de plusieurs campagnes par an, les mêmes thèmes reviennent régulièrement : vitesse, alcool, port de la ceinture, port du casque, etc..
Une enquête est menée en 1988 sur ces quinze années de campagnes. Cette enquête montre que dans l'esprit des personnes interrogées, ces campagnes successives renvoient plus à l'inéluctable qu'à la prévention, et que le problème est chez les autres. Un spécialiste des politiques publiques de sécurité, Jean-Marie Renouard, écrit également que le succès d'un slogan tel que « Boire ou conduire, il faut choisir » ne doit pas faire illusion sur son efficacité réelle pour changer les comportements. Même une personne qui a déjà subi un contrôle d'alcoolémie positif aura souvent tendance à considérer qu'elle, elle maîtrise sa résistance à l'alcool, qu'elle est un bon conducteur et que ces campagnes s'adressent aux autres. Les années suivantes, les campagnes sont retravaillées sous un angle différent pour impliquer davantage les usagers de la route. Les phrases-clés deviennent ainsi « Faisons la route ensemble », en 1989, « Ensemble, on est sur la bonne route » en 1991, « Savoir conduire, c'est savoir-vivre » en 1992, ou encore « Combien de temps allons-nous supporter ça ? Si chacun fait un peu, c'est la vie qui gagne » en 1999.
Dans cette même année 1999, accompagné de ce slogan, un nouveau « virage » est pris dans le ton des films vidéos avec une série réalisée par Raymond Depardon « la route fleurie » filmant accidents et victimes,. L'année suivante, Raymond Depardon réalise également une série de vidéos sur des personnes impliquées dans des accidents. De même, un film de la Prévention routière, « carrefour », s'adressant aux jeunes, montre frontalement les conséquences d'une conduite sous l'emprise d'alcool. « De fait, en 1999 et 2000 », explique Michèle Merli (DISR), à un journal qui l'interroge sur les campagnes de la sécurité routière, « la mortalité sur les routes a baissé de 5 % deux années de suite. Les images ne sont évidemment pas le seul élément explicatif, mais elles ont certainement compté ». Les campagnes des années 2001 et 2002, confiées à d'autres réalisateurs, sont encore plus explicites et plus dures.
Le Comité interministériel de la sécurité routière (CISR) alterne ensuite et joue de tous les registres, y compris l'humour. La même pratique est constatée dans d'autres pays européens et aux États-Unis. « Le taux de mémorisation de l'humour est bien supérieur à celui de la violence » assure la Ligue contre la violence routière. Le CISR utilise également, bien entendu, d'autres médias que la télévision, en particulier la radio et l'affichage classique, même si sa présence sur les chaînes de télévision ne s'est jamais démentie.

## Actions éducatives

### Rôle de l'Éducation nationale
Le thème de la sécurité routière est inséré dans les programmes de l'Éducation nationale.
Des actions de formation ou de sensibilisation à la sécurité routière existent au sein de l'Éducation nationale française depuis plusieurs décennies. Dès 1952, l'association Prévention routière édite un guide à l'attention des instituteurs. D'autres actions s'appuient sur le concours de forces de l'ordre et par exemple des CRS, qui mettent en place ponctuellement des pistes d'éducation routière dans les écoles. Dans les années 1980, des expériences sont menées en maternelle, par exemple à l'école maternelle Condé de Lyon.
En 1993, à la suite d'un décret cosigné par le premier ministre, le ministre du Transport et le ministre de l'Éducation nationale, le ministère de l'Éducation nationale sous l'égide du ministère des Transports met en place un continuum éducatif s'appuyant en particulier sur la délivrance de l'ASSR 1er et 2e (attestation scolaire de sécurité routière). Cet examen se déroule en classes de cinquième et de troisième. Il a pour objectif d'évaluer les connaissances des élèves sur la sécurité routière. Le premier niveau permet à un jeune âgé d'au moins 14 ans de passer le brevet de sécurité routière en auto-école (ou auprès de professionnels agréés). Et depuis le Comité interministériel de la sécurité routière d'octobre 2000, le deuxième niveau (en troisième ou avant 16 ans) est devenu obligatoire pour passer le permis de conduire.
Le lycéen a la possibilité de repasser l'ASSR2 en lycée. Mais il n'y a pas pour l'instant une continuité des actions d'éducation au lycée, au-delà de cette possibilité de se soumettre à nouveau à cet examen. Les lycéens sont pourtant susceptibles de rouler sur des scooters et de préparer le permis de conduire.
Les jeunes adultes non scolarisés peuvent passer gratuitement l'ASR (attestation de sécurité routière) dans un Centre de formation d'apprentis (CFA) ou un Greta. Il faut pour cela le consulter au préalable afin de savoir quels documents leur fournir pour la constitution du dossier. Un portail national d'éducation à la sécurité routière permet de retrouver ces différentes possibilités. L'ASSR1 ou l'ASSR2 ou l'ASR constituent également la partie théorique du Brevet de sécurité routière (BSR), un brevet devenu obligatoire pour conduire un cyclomoteur,.

### Formation à la conduite
L'apprentissage de la conduite sanctionnée par un examen permettant d'obtenir un certificat de capacité, puis un permis de conduire constitue, depuis les Trente Glorieuses et l'extension de l'usage de l'automobile, un moment souvent important de l'acquisition d'une certaine autonomie par les jeunes adultes.
Cet apprentissage a beaucoup évolué dans le temps avec l'évolution de l'examen de conduite. En France, un tournant significatif a été pris dans les années 1990 avec d'une part l'introduction dans la réglementation d'une nouvelle possibilité, l'apprentissage anticipé de la conduite, proposé dès 1989 par Pierre Giraudet et avec l'application progressive de la directive européenne du 29 juillet 1991 sur la durée et le contenu de l'examen de conduite automobile. L'examen était déjà fragmentée en une épreuve théorique et une épreuve pratique. L'épreuve théorique était une vérification de l'acquisition d'une connaissance de la réglementation et de la signalisation routière, précédée d'une période de « bachotage ». La nouvelle épreuve théorique met davantage l'accent sur le partage de la route avec les autres usagers, et sur l'anticipation des risques. Elle s'appuie sur un système de projection audiovisuel se substituant aux diapositives introduites en 1972, qui étaient déjà un progrès pour placer les candidats dans un environnement le plus concret possible. L'épreuve pratique passe de 22 minutes à 35 minutes, permettant à l'examinateur de mieux apprécier la maîtrise du candidat et incluant un contrôle de connaissance sur le véhicule.
Le permis moto a lui aussi constamment évolué en trente ans. 117 000 permis ont été délivrés en 2011. Les nouvelles adaptations du permis qui s'appliqueront à partir du 19 janvier 2013 prennent en compte des évolutions techniques telles que les boîtes automatiques et le système ABS.
L'inspecteur du permis de conduire est un fonctionnaire, recruté sur concours administratif, et formé par l'Institut national de sécurité routière et de recherches (INSERR). Les auto-écoles sont des sociétés privées, dont les enseignants ou moniteur d'auto-école détiennent un diplôme d'État spécifique, le BEPECASER et une autorisation administrative d'exercer ce métier.

### Stages de sensibilisation à la sécurité routière pour conducteurs contrevenants

Logo de l'INSERR, seul organisme national de formation spécifiquement responsable de la sécurité routière.

C'est une action de formation introduite dans le cadre du permis à point (mis en œuvre en 1992), s'adressant aux conducteurs de tout âge ayant commis des infractions et ayant besoin de reconstituer leur capital de points (s'il n'est pas complètement asséché, le permis devant être encore valide pour bénéficier de cette reconstitution). L'inscription à cette formation est à l'initiative du conducteur. Le stage doit l'aider à éviter de réitérer les comportements dangereux ayant conduit aux infractions. Ces sessions de sensibilisation sont payantes, et délivrés par des organismes privés. Les organismes de formation doivent être préalablement agréés et les animateurs de ces stages doivent détenir une autorisation délivrée individuellement sous certaines conditions. Les animateurs suivent une formation initiale, puis une formation continue, assurée par l'Institut national de sécurité routière et de recherches (INSERR), créé en 1993.
Les sessions de ces stages de sensibilisation durent deux jours (quatorze heures), pour le « tronc commun » usuellement nécessaire, avec deux animateurs par session dont obligatoirement un psychologue et un spécialiste de la sécurité routière. Il n'y a pas d'examen à l'issue de la session : la bonne présence et le respect des horaires est la condition pour bénéficier à l'issue du stage de la reconstitution partielle de son capital de points dès le lendemain de la deuxième journée de stage. Il existe pour ces stages, pour la partie dite « tronc commun », deux programmes de formation. Le premier programme correspond à celui des stages dits de « première génération » mis en œuvre initialement. Il se positionne sur une conception de transmission de connaissances et de prise de conscience des facteurs de l'insécurité routière. Il alterne des échanges entre les participants, des exposés, des présentations de vidéos, et des travaux en groupe. Le stage commence par un tour de table sur la situation de chacun, les situations l'ayant conduit aux infractions et ses attentes par rapport à la formation. Puis le dispositif réglementaire du permis à points est rappelé, et des données statistiques de sécurité routière sont présentées permettant souvent de remettre en cause des opinions erronées sur l'insécurité au volant. Des situations particulièrement dangereuses sont examinées. Et les grands types d'infractions sont passés en revue, avec leurs impacts sociaux.

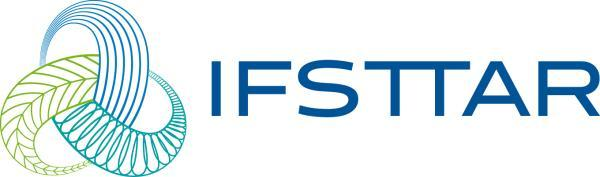
Logo de l'IFSTTAR, organisme regroupant les recherches sur la sécurité routière.

Le programme dit de « deuxième génération » commence à peine à se déployer. Il est le résultat de l'expérience acquise depuis 1992, des études effectuées sur les attentes et besoins du terrain et des évaluations menées au niveau européen. Il tient compte de la mutation du paysage de la sécurité routière et des évolutions de la société. Il a été conçu sous l'autorité scientifique de l'Institut français des sciences et technologies des transports, de l'aménagement et des réseaux (IFSTTAR). Il vise à impulser un processus de changement d'attitudes et de comportements chez le conducteur. Ce programme privilégie l'auto-réflexion du conducteur en vue d'initier une stratégie personnelle de changement. Alors que dans le stage « première génération », le conducteur écoute des exposés et échange avec le groupe, dans le stage « deuxième génération », il est plus actif. Le but est qu'il prenne progressivement conscience de son rôle d'acteur du système de circulation routière. Ce programme exige également un plus fort investissement des animateurs dans l'animation et la coanimation. Le programme du stage « deuxième génération » est amené à se substituer progressivement au stage « première génération ». À partir du 1er janvier 2018, seuls les stages de « deuxième génération » pourront être dispensés.
Au-delà de ce module « tronc commun », un ou plusieurs modules spécialisés relatifs soit à la vitesse et aux infractions associées, soit à l'alcool ou aux produits psychoactifs, soit à la conduite des poids lourds peuvent être proposés. Le choix de ces enseignements incombe aux animateurs, à l'issue du module « tronc commun », en fonction de leur connaissance des besoins des stagiaires.
Le cas échéant, il peut être procédé à un entretien personnalisé ou à une séance de conduite, ou à un entretien avec séance de conduite. L'entretien est obligatoire pour les stagiaires ayant déjà participé à deux stages de sensibilisation à la sécurité routière. Il est d'une durée minimale de quarante-cinq minutes, en plus de la durée de quatorze heures du stage. Il est conduit par le psychologue du stage et porte sur le comportement du stagiaire en regard des infractions commises.
En 2001, ces stages de sensibilisation ont été suivis par 22 531 personnes. En 2007, ils ont été suivis par plus de deux cent mille conducteurs et le nombre de stagiaires ne cesse de croître. Ce public est à 80 % masculin. Et ces actions éducatives cherchent à agir sur l'interprétation par chacun des règles de la circulation, et sur cette hiérarchie des infractions, que se construit chaque conducteur, phénomène relevé dès les années 1980, en les confrontant d'une part aux données accidentologiques, et d'autre part aux sanctions encourues. Ces stages continuent une des rares formations continues dans ce domaine de la sécurité routière, si l'on excepte les stages de conduite organisés par quelques entreprises et les cours post-permis délivrés à la demande par les auto-écoles.
Complémentaires de ces formations voulues par les pouvoirs publics, différents programmes locaux ou nationaux sont proposés par des associations ou différents acteurs (par exemple la troupe de théâtretre Double Z). Parmi ceux-ci, le programme P.N.E.U/Programme national d'éducation urbaine de l'Association française de prévention des comportements sur la route, destiné aux enfants des écoles, pour l'apprentissage de la traversée des rues.

## Aide à la conduite
Les systèmes d'aide à la conduite (ADAS) et anti-collision améliorent la sécurité des usagers de la route en les aidant à éviter un accident ou une situation de danger. Ces systèmes incitent aussi les conducteurs à respecter les codes de la route et à modifier leurs habitudes de conduite. Par exemple, le freinage automatique d'urgence (AEB) peut aider le conducteur en freinant avant lui, lorsque celui-ci réagit trop tardivement.
Il existe des systèmes d'aide à la conduite installables (version aftermarket) comme ceux développés par Mobileye. Ils fonctionnent grâce à une caméra fixée sur le pare-brise avant. Cet équipement installable sur tout véhicule, donne des alertes au conducteur en temps réel pour assurer sa sécurité et celle des autres usagers. Cette technologie a pour but de changer le comportement des automobilistes pour qu'ils respectent les codes de la route et diminuer les accidents. Ce système propose plusieurs alertes d'aide à la conduite :
- Alerte de collision frontale (ACF)
- Alerte de collision piéton et cycliste (ACP)
- Alerte de distance de sécurité (ADS)
- Alerte de franchissement de ligne (AFL), aussi appelé « Alerte de franchissement involontaire de ligne » (AFIL)

Ainsi que les fonctionnalités suivantes :
- Contrôle des phares intelligents (CPI)
- Indicateur de limitation de vitesse (ILV)

## Évolution du nombre de tués
Le nombre de morts sur les routes est un des indicateurs les plus significatifs de l'insécurité routière, même si le nombre de victimes va bien au-delà du nombre de personnes décédées. Une étude de 2002 montre que l'on peut estimer, pour 100 personnes décédées à la suite d'un accident de la route, à environ 58 le nombre d'handicapés lourds, à environ 2 472 le nombre de victimes avec séquelles légères et à environ 5 414 le nombre de blessés qui ne conservent aucune séquelle.
La courbe ci-dessous montre l'évolution du nombre de tués à la suite d'un accident de la route, lors de l'accident ou dans les 30 jours qui ont suivi, en France métropolitaine,, et ce, sur plus de soixante ans.
Nombre de tués par an (à 30 jours) sur les routes, de 1950 à ce jour, en France métropolitaine (source ONISR)
Le nombre de tués est à comparer à la circulation, à l'intensité du trafic, qui ne peut être qu'estimée. Ce trafic, exprimé en nombre de milliards de kilomètres parcourus par an en France, a été en constante augmentation de 1950 à 2003, passant, de manière relativement linéaire, de 24 milliards à 557 milliards de kilomètres. Depuis 2004, il stagne autour de 560 milliards de kilomètres.
Le renversement de tendance en 1972-1973 sur l'insécurité routière apparaît clairement sur la courbe ci-dessus, avec, depuis cette date, une amélioration presque continue de la sécurité routière en France. L'Observatoire national interministériel de la sécurité routière estime à 320 000 le nombre de vies épargnées en 40 ans, grâce aux progrès obtenus par rapport à la mortalité constatée en 1972. De 1972 à 2001, le nombre de tués sur les routes est divisé par 2,2 alors que le trafic est multiplié par 2,3. Un fait nouveau des années 2000 est la relative stabilisation du trafic automobile. Le phénomène est renforcé encore par l'étalement dans l'année des trajets de loisirs et le renforcement de l'information routière, actions qui écrêtent les pics de grande circulation, particulièrement meurtriers dans les années 1990.
Les progrès de la sécurité routière en France, sur cette longue période de 1973 à 2012, sont imputables pour l'essentiel à cinq facteurs qui interagissent entre eux : l'amélioration des comportements des conducteurs (grâce au travail de sensibilisation, à l'évolution de la réglementation et à l'évolution du processus de contrôle et de sanction), l'amélioration des infrastructures routières, les progrès de sécurité passive et de sécurité active sur les nouveaux véhicules, l'amélioration du parc automobile (notamment grâce aux contrôles techniques obligatoires), et les progrès des services de secours. Les analyses accidentologiques ne permettent pas de préciser la part imputable à chacun de ces facteurs.
Enfin, alors qu'en 2006 les autoroutes françaises ont une mortalité (pour 1000 km d'autoroute) deux fois inférieure à celle constatée en Europe, elle est en 2015 sensiblement équivalente à cette moyenne, qui cache de grandes disparités et a beaucoup baissé durant cette période.

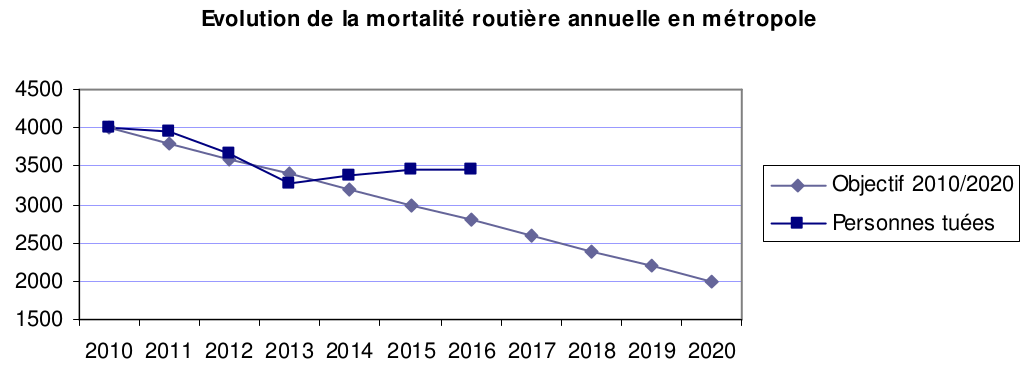
Évolution de la mortalité routière annuelle en métropole 2010-2016.

Depuis 2013, on note une interruption de la baisse de la mortalité sur plusieurs années consécutives (ce qui n'était pas arrivé depuis le début des années 1970) et surtout un décrochage par rapport aux objectifs du Ministère de l'Intérieur (voir ci-contre).
En 2016, on comptait 3 477 tués et 72 645 blessés.

### Tués par catégorie
|                      | Piéton | Vélo | Cyclo | Moto | VL    | VU  | PL+TC | Autre | Total |
| -------------------- | ------ | ---- | ----- | ---- | ----- | --- | ----- | ----- | ----- |
| En solo              |        | 24   | 57    | 220  | 893   | 67  | 31    | 30    | 1 322 |
| Collision avec       |        |      |       |      |       |     |       |       |       |
| Piéton               |        | 1    | 1     | 1    | 3     | 0   | 0     | 0     | 6     |
| Vélo                 | 1      | 1    | 0     | 1    | 0     | 0   | 0     | 0     | 3     |
| Cyclo                | 5      | 0    | 2     | 1    | 0     | 0   | 0     | 0     | 8     |
| Moto                 | 21     | 2    | 2     | 7    | 6     | 0   | 0     | 0     | 38    |
| VL                   | 286    | 78   | 58    | 236  | 420   | 16  | 1     | 17    | 1 112 |
| VU                   | 47     | 11   | 9     | 40   | 79    | 5   | 2     | 5     | 198   |
| PL+TC                | 69     | 23   | 12    | 31   | 187   | 20  | 52    | 3     | 397   |
| Autre                | 14     | 3    | 4     | 16   | 32    | 3   | 0     | 0     | 72    |
| Multicollision       | 25     | 6    | 10    | 61   | 176   | 9   | 13    | 5     | 305   |
| Total                | 468    | 149  | 155   | 614  | 1 796 | 120 | 99    | 60    | 3 461 |
| Part de la mortalité | 14 %   | 4 %  | 4 %   | 18 % | 52 %  | 3 % | 3 %   | 2 %   | 100 % |

## Évolution de la réglementation nationale
La réglementation sur la sécurité routière a existé avant même les véhicules motorisés et il est d'usage de citer le règlement du 20 septembre 1782, du lieutenant général de police de Paris, « concernant les charretiers, voituriers et autres, qui conduisent des voitures et chevaux dans Paris ». Mais ce n'était qu'un règlement local, de même que le 14 août 1893 l'instauration d'un certificat de capacité pour la conduite d'un véhicule (précisant le véhicule, pas question d'en conduire un autre) par le préfet de police de la Seine Louis Lépine, dont l'exemple sera suivi par d'autres préfets. Une année importante est 1899. Mais c'est dans l'entre-deux-guerres, avec l'accroissement du nombre de véhicules motorisés et la démocratisation automobile, qu'apparaît « un grand appétit réglementaire », qui va se poursuivre et s'amplifier.
- 1899 : instauration d'un certificat de capacité pour la conduites des automobiles pour tout le territoire français et limitations de vitesse, 30 km/h en rase campagne et 20 km/h en agglomération[110].
- 1917 : création des premières auto-écoles[112].
- 1921 : instauration du code de la route[110].
- 1922 : le certificat de capacité pour la conduite des véhicules prend le nom de permis de conduire[110].
- 1954 : la limitation de vitesse en agglomération est de 60 km/h (décret du 10 juillet)[113].
- 1954 : une loi autorise le prélèvement sanguin pour déterminer l'alcoolémie dans le sang du conducteur en cas d'accident grave (loi du 15 avril 1954)[114],[note 6].
- 1958 : obligation de souscrire une assurance de responsabilité civile pour les véhicules terrestres à moteurs (loi du 27 février 1958)[115].
- 1958 : sanction de la conduite en état d'ivresse (ordonnance du 15 décembre)[116].
- 1961 : limitation à 90 km/h en fin de semaine pour les routes les plus chargées (2 100 km)[25].
- 1965 : mise en place de la mesure d'alcoolémie par air expiré (éthylotest)[113].
- 1969 : la vitesse est limitée à 90 km/h pendant un an pour les nouveaux titulaires du permis de conduire[25].
- 1970 : loi fixant le seuil du taux d'alcool dans le sang (alcoolémie) des conducteurs : 0,80 g/l de sang pour une contravention et 1,20 g/l pour un délit[113].
- 1972 : création du Comité interministériel de la sécurité routière et du poste de délégué interministériel à la sécurité routière (décret du 5 juillet)[117].
- 1973 : limitation de la vitesse à 110 km/h sur les routes à grande circulation (13 100 km) et à 100 km/h sur les autres routes (décret du 28 juin)[16].
- 1973 : port de la ceinture à l'avant pour les véhicules récents hors agglomération, port du casque hors agglomération pour les vélomoteurs, et partout pour les motos (décret du 28 juin)[118].
- 1973 : limitation à 120 km/h sur autoroute et à 90 km/h sur les routes (décret du 3 décembre)[25].
- 1974 : nouvelles limitations de vitesse : 90 km/h sur route, 110 km/h sur voies rapides à 2×2 voies, 130 km/h sur autoroutes (décret du 6 novembre 1974)[25].
- 1975 : port de la ceinture obligatoire pour les passagers avant, en agglomération la nuit de 22 heures à 6 heures et en permanence sur les voies rapides urbaines[119].
- 1975 : interdiction de mettre les enfants de moins de 10 ans à l'avant obligation pour les piétons de marcher à gauche hors agglomération, obligation pour les motos d'allumer leurs phares le jour (décret du 26 août)[25].
- 1975 : limitation des cyclomoteurs à 45 km/h par construction (arrêté du 8 décembre)[25].
- 1976 : port du casque obligatoire hors agglomération pour les usagers de cyclomoteurs[120].
- 1976 : création du système de bonus malus sur les primes d'assurances (arrêté du 11 juin 1976) pour responsabiliser financièrement les conducteurs[121].
- 1982 : décret sur la conduite sur route mouillée limitant la vitesse à 80 km/h sur route, 100 km/h sur voies express et 110 km/h sur autoroute[20].
- 1983 : le seuil du délit d'alcoolémie passe de 1,20 à 0,80 g/l[122].
- 1988 : mise en place de l'apprentissage anticipé de la conduite, appelé aussi conduite accompagnée[113].
- 1989 : limitation de la vitesse en agglomération à 50 km/h[123].
- 1990 : ceinture obligatoire pour tous les passagers[124].
- 1992 : contrôle technique obligatoire[29].
- 1992 : entrée en vigueur du permis à points[110].
- 1994 : deux seuils d'alcoolémie sont fixés, le premier à 0,70 g/l pour une contravention, et le second à 0,80 g/l. Au-delà c'est un délit (décret du 11 juillet 1994)[122].
- 1995 : le seuil d'alcoolémie donnant lieu à une contravention de conduite sous l'emprise d'un état alcoolique passe de 0,70 à 0,50 g/l, le deuxième seuil reste inchangé[125].
- 1997 : le brevet de sécurité routière est rendu obligatoire pour conduire un cyclomoteur entre 14 et 16 ans (17 novembre 1997)[25],[126].
- 1999 : loi sur les grands excès de vitesse (18 juin 1999)[27],[127].
- 2002 : l'obligation pour les conducteurs de cyclomoteurs d'être titulaires du BSR est étendue et l'attestation scolaire de sécurité routière de 2e niveau est désormais prise en compte pour l'obtention du permis de conduire[25].
- 2003 : nouvelles mesures contre l'insécurité routière avec notamment la multiplication des contrôles et l'automaticité des sanctions, et le permis probatoire d'une durée de trois ans pour les jeunes conducteurs[128]. Loi Marilou : la conduite sous emprise de stupéfiants constitue un délit passible de prison[129].
- 2003 : le constat d'une alcoolémie de 0,50 g/l donne lieu non seulement à une contravention de conduite sous l'emprise d'un état alcoolique mais aussi à un retrait de 6 points[125].
- 2004 : entrée en vigueur du permis probatoire[130].
- 2007 : feux obligatoires de jour pour les cyclomoteurs[113].
- 2008 : le gilet de haute visibilité et le triangle de présignalisation sont obligatoires dans tous les véhicules[131].
- 2011 : Assouplissement des règles du permis à points[132].
- 2011 : Tout dépassement de vitesse de plus de 50 km/h sera désormais considéré comme un délit, et ce dès la première infraction[133].
- 2018 : Limitation à 80 km/h des routes bidirectionnelles sans chaussée séparée[134].
- 2021[135]
  - Autocollants de signalisation d'angles morts.
  - Réglementation de la circulation motarde inter-file
  - Loi montagne; Pneumatiques hivers
- 2022:
  - Conduite automatisée sans conducteur
  - Nouveaux panneaux de signalisation des distances de sécurité dans les tunnels
- 2023:
  - Conspicuité des passages piétons
  - Durcissement de la réglementation Engin de déplacement personnel

## Organismes intervenant sur la sécurité routière

### Organismes gouvernementaux
La complexité de ce thème de la sécurité routière et ses différentes dimensions se retrouvent dans le nombre d'organismes y contribuant.
Rattaché au premier ministre français, le Comité interministériel de la sécurité routière (CISR), dont le secrétariat est dirigé par le Délégué interministériel à la sécurité routière (DISR), élabore la politique du gouvernement en la matière et s'assure de son application.
Ce comité coordonne l'action de différents ministères, et en premier lieu du ministère de l'Écologie, du Développement durable et de l'Énergie (MEEDDAT), chargé des Transports et comprenant notamment la Délégation (anciennement Direction) à la sécurité et à la circulation routière, le Bureau d'enquêtes sur les accidents de transport terrestre (BEA-TT), et le Conseil général de l'environnement et du développement durable (CGEDD). Ce ministère agit au niveau local par les Directions régionales de l'Équipement et les Directions départementales de l'Équipement (DDE), ainsi que par les Directions interdépartementales des Routes. Les autres ministères intervenant sur ce thème sont principalement le ministère de l'Intérieur (ayant sous son autorité la police, la gendarmerie et les préfets), le Ministère des Affaires sociales et de la Santé, le ministère de la Justice et le ministère de l'Éducation nationale.
L'Observatoire national interministériel de la sécurité routière (ONISR), placé sous l'autorité du DISR, assure la collecte, la mise en forme, l'interprétation et la diffusion des données statistiques nationales et internationales, le suivi des études, et l'évaluation des nouvelles mesures de sécurité prises ou envisagées.
Le Conseil national de la sécurité routière, ou CNSR, créé en 2001 est composé d'élus, d'associations, d'entreprises et d'administrations. C'est pour le gouvernement une instance de débats et de conseil en matière de sécurité routière. Mis en sommeil en 2008, il a été réinstallé en 2012 pour renforcer la concertation avec les acteurs non gouvernementaux.

### Organismes de recherche et de formation
L'Institut français des sciences et technologies des transports, de l'aménagement et des réseaux (IFSTTAR), est le résultat de la fusion, le 1er janvier 2011, de l'Institut national de recherche sur les transports et leur sécurité (INRETS) et du Laboratoire central des ponts et chaussées (LCPC). Le LCPC était plus spécialisé dans la technique, l'étude des matériaux, l'étude des structures, quand l'INRETS était davantage positionné sur les problèmes économiques, environnementaux, sociaux et humains. Les deux organismes étaient sous la responsabilité du même président depuis 13 ans. Ce nouvel institut fédère les recherches scientifiques sur ce thème de la sécurité routière, en l'abordant dans ses dimensions les plus diverses.
Le Service d'études sur les transports, les routes et leurs aménagements (SETRA) et huit Centre d'études techniques de l'Équipement en région, rattachés au MEEDDAT, constituent un réseau d'expertise technique venant épauler les Directions départementales de l'Équipement, dans leurs travaux sur les infrastructures routières et de transport. Le Centre d'études sur les réseaux, les transports, l'urbanisme et les constructions publiques (CERTU), au sein du même ministère, contribue à des enquêtes et à l'élaboration de la normalisation et de la réglementation techniques. Il est envisagé de regrouper les huit CETE, et les trois services techniques centraux (le CERTU, le SETRA et un service se consacrant aux transports maritimes et fluviaux, le CETMEF) en un seul organisme, le CEREMA (Centre d‘expertise des risques, de l'environnement, des mobilités et de l'aménagement). Bernard Larrouturou a été désigné pour en être le préfigurateur. Ce projet a été lancé en début d'année 2012, avant le changement de gouvernement, et semble confirmé par la nouvelle ministre, Delphine Batho.
L'Institut national de la sécurité routière et de recherches (INSERR) est le seul organisme national spécifiquement responsable de la sécurité routière. Il assure en particulier la formation des inspecteurs du permis de conduire (et de leurs encadrants), des experts automobiles, des animateurs de stages de sensibilisation pour les conducteurs contrevenants, ainsi que de certains élèves officiers dans la gendarmerie et de médecins intervenants dans les commissions médicales sur le permis.

### Organismes non gouvernementaux
Une centaine d'associations œuvrent sur la sécurité routière, à différents titres (associations ou fédérations d'usagers de tel ou tel moyen de transport, associations de jeunesse, associations de lutte contre l'alcool ou contre les drogues, etc.). Mais une association a un rôle historique, la Prévention routière, souvent considérée comme un organisme parapublic alors qu'elle n'est pas liée aux pouvoirs publics, qu'elle n'a pas toujours soutenu certaines évolutions de la réglementation, et qu'elle a fait pression à plusieurs reprises sur ces pouvoirs publics, par exemple pour obtenir la fin des mesures d'amnistie des infractions au Code de la route dans le cadre de la rituelle amnistie collective présidentielle.
Depuis les années 1980, quelques associations de victimes ont également pour objet la lutte contre l'insécurité routière, réussissant à obtenir, malgré de faibles moyens, une présence médiatique et à se faire entendre de l'opinion publique, donc des politiques. On peut citer notamment :
- la Ligue contre la violence routière (LCVR) créée en 1983 par Geneviève Jurgensen ;
- l'Union nationale des associations de familles de traumatisés crâniens (UNAFTC) créée en 1986 ;
- la Fédération nationale des victimes d'accidents collectifs (FENVAC) créée en 1994 ;
- l'Association française de Prévention des comportements sur la route, créée en 2001 ;
- l'Association Marilou, « pour les routes de la vie », créée en 2002 ;
- l'Association victimes et citoyens contre l'insécurité routière créée en 2004 ;
- l'Association Mélodie, « Les Clefs pour la Vie », créée en 2007[147].

## Aspect social
En France, l'État ne produit pas de statistique exacerbant les différences de classe, toutefois les chiffres pourtant rares sur les inégalités sociales suggèrent une inégalité face au risque de mourir notamment pour les décès évitables
En France, seuls trois facteurs sociologiques sont systématiquement enregistré lors des accidents par les force de l'ordre: l'âge, le genre et la profession et catégorie socioprofessionnelle (CSP) car la statistique du problème des accidents a été influencée par la culture des ingénieurs des Ponts et Chaussées, qui s'intéressent plus à des facteurs administratifs et techniques qu'à des facteurs sociologiques. Ces statistiques ne sont destinées qu'aux seuls ingénieurs, assureurs, forces de l'ordre et personnel politique. Ainsi, les CSP bien que collecté ne fait pas l'objet de statistiques de l'ONISR.
En France, L'absence des statistiques institutionnelles liées aux conditions sociales laisse ainsi croire au plus grand nombre que le mortalité routière serait socialement indifférenciée. Pourtant, les statistiques font apparaître que le risque d'accident classés du plus au moins élevé selon les catégories socioprofessionnelles (CSP) concernent dans l'ordre les catégories « autre », retraités, agriculteurs, ouvriers, chômeurs, cadres supérieurs, professions libérales et chefs d'entreprise.
La connaissance des facteurs de risques permet de réduire la mortalité, mais cette réduction est plus rapide dans les catégories sociales aisées que dans les catégories populaires.

### Indétermination sociale
En France, la CSP la plus à risque est la catégorie dénommée « autres », et constituée à 75 % d'hommes et de 60 % de moins de trente ans en région Midi-Pyrénées. Le classement de la CSP « autres » est effectué dans les cas d'indétermination sociale : emplois d'exécution précaires, intérimaires, apprentis, stagiaires, travailleurs en situation irrégulière ou non déclarée. Au moment de leur décès, les conducteurs de la catégorie « autres » représentent 40,3 % de défaut de permis de conduire, 40,6 % des permis de conduire suspendu, et 38,5 % des permis de conduire périmés. Les forces de l'ordre peuvent aussi ne pas connaitre la profession des accidentés.
En France, un fonctionnaire déclare : « Les premières surprises qu'on a eu, c'est que pas un cadre ou presque ne meurt en 2000. […] Ils n'ont pas le CAP ou tout juste, un niveau d'instruction faible, c'est les mêmes que l'on retrouve sur les accidents domestiques avec un niveau précaire. Et plus ce niveau précaire s'accroît, plus on a des comportements déviants, on a de plus en plus de comportements déviants […]. Avec des profils qui sont systématiquement l'ouvrier, l'agent d'entretien, l'intérimaire, le demandeur d'emploi, le délinquant qui n'a jamais fait que ça, le maçon, etc. […] Le préfet ça fait des années que je l'alerte là-dessus, ça fait des années qu'il me demande tous les mois comment ça évolue, qu'il est parfaitement au fait de tout ça, mais il est difficile de communiquer en disant que ceux qui n'ont rien dans la tête c'est ceux qui se tuent. Au début c'était 25 % de maghrébins, il y en a combien, surtout des assureurs, qui m'ont dit surtout ne le dites à personne, que ça continue. ».

### Ouvriers
En France, en 2007, 22,1 % des accidentés étaient des ouvriers, alors qu'ils ne représentent que 12,07 % de la population. En particulier en ce qui concerne les accidents de mission, les professions intermédiaires prennent un risque d'accident routier 2,9 fois plus élevé que les cadres, et les ouvriers 2,6 fois plus que les cadres.
En France, les différences sociales se traduisent aussi par une différence d'équipements : 20 % des ouvriers roulent avec un véhicule de plus de dix ans d'âge, contre seulement 3 % des cadres. 57 % des cadres possèdent une automobile dont la puissance est supérieure à 110 chevaux, pour 37 % chez les ouvriers. Et en même temps, « les ouvriers ont érigé en principe de ne confier leur voiture au garagiste qu'en dernière extrémité, aussi bien pour les plus pauvres que pour ceux qui sont délivrés des soucis financiers », selon des données de fréquentation des stages de récupération des points du permis de conduire organisés par l'Automobile Club du Midi à Toulouse entre 2002 et 2005.
En Haute-Garonne, pour le juge de la sixième chambre correctionnelle du Tribunal de grande instance (TGI) de Toulouse, « il y a toujours une contrainte, le surmenage, la fatigue, le stress ou des problèmes personnels. Je vois aussi toutes les vieilles Renault cinq déglinguées, les freins qui ne freinent pas, vous pouvez aller qu'à l'accident avec ça » — Entretien avec le juge de la sixième chambre correctionnelle.
En Haute-Garonne, l'aspect social peut aussi être plus influent sur le risque que la distance parcourue: les ouvriers ont plus d'accidents alors que 56 % d'entre eux parcourent moins de 20 000 kilomètres annuellement, et les cadres supérieurs ont moins d'accidents alors que 68 % d'entre eux parcourent entre 20 000 et 80 000 kilomètres.
En Haute-Garonne, la prise de risque qui parfois s'apparente au suicide intervient dans 75 % des cas seuls sans impliquer de tiers; l'accident mortel d'un ouvrier ou d'un employé est précédé d'une situation de crise personnelle (divorce, décès, précarité, chômage ou autre drame); et en même temps 65 % sont en situation d'isolement affectif (célibataires, divorcés ou veufs).

## Aspects politiques et médiatiques
La sécurité routière est un sujet politique consensuel qui de ce fait, fait l'objet d'une communication politique très reprise par les médias grand public. Ceci conduit en France a représenter le risque routier avec une vision dépolitisée, désocialisée et morale.
Les médias français consacrent trois dixièmes de leurs interventions à la prévention routière, et deux dixièmes — du fait des émisisons spécialisées — aux équipements de sécurité. Pour les médias, la sécurité routière est un sujet intéressant car il peut être produit à faible coût, et en même temps, constituer un flot d'information régulier, dit « marronnier».

## Critiques
Si la Cour des comptes a jugé la politique de sécurité routière qui a réduit le nombre de tués de 18 000 tués en 1972 à moins de 3 500 en 2018 efficace, elle critique la disproportion de sanctions liées à la vitesse par rapport aux sanctions liées à l'alcool et à l'usage de stupéfiants et regrette la présence de moins en moins visible des forces de l'ordre sur le terrain; elle critique en outre la place trop importante accordée au nombre de tués par rapport au « nombre des blessés graves qui s'accroît ».

## Résultats

### Résultats comparés à l'Europe
En terme de mortalité, la France est un gros contributeur aux accidents de la route en Europe.
En 2021 et en 2022 la France est le pays de l'Union européenne des 27 à compter le plus grand nombre de tués sur les routes : 3260 en France contre 3159 en Italie. Ramené à la population, la France avec 48,0 tués par million de population dépasse de deux points la moyenne de l'Union européenne établie à 46,2.
Pour les deux-roues-motorisés, la France est le pays ayant la plus forte mortalité absolue en scooter : 124 tués en France en 2022 contre 70 en Italie mais la France est en deuxième place pour les motocycles avec 594 tués en 2022 contre 781 pour l'Italie. Rapporté à la population, la France se classe en quatrième position sur les deux tableaux.
Pour les jeunes de 18 à 24 ans, la mortalité ramenée à la population est le double en France (98,4) de ce qu'elle est en Allemagne (49,2) ou en Espagne (49,0). De fait, elle se rapproche plus de la mortalité de la Roumanie ou de la Lituanie?
En matière de motorised micro-mobility device (Engin de déplacement personnel en français), la France compte presque la moitié de la mortalité européenne mais le double de la mortalité italienne. De même la nuit franche[Quoi ?] compte plus de la moitié de la mortalité sur ce même segment.
En 2022, le taux de mortalité routière en France (50) par million est moindre qu'au Luxembourg (56) mais reste plus mortel que la moyenne de l'Union européenne, la Belgique (46), les Pays-Pas (37) ou l'Allemagne (33) selon les chiffres de Statbel.

### Évaluation par la cour des comptes
L'Etat a peu de moyens d'action sur la voirie car il gère seulement 5% des voies, ce qui représente seulement 30% du trafic routier quand les collectivités gèrent le reste. 25 départements sont équipés d'un logiciel d'analyse des accidents. L'efficacité de la sécurité routière change grandement selon les départements.
Les progrès dans la conception et l'équipement des automobiles et des véhicules lourds reposent essentiellement sur la capacité d'innovation des constructeurs automobile. L'État peut soutenir l'entreprise de cotation Euro Ncap et adapter la règlementation pour faciliter la conduite automatisée et connectée.
La cour des comptes estime que la politique de sécurité routière a été efficace en réduisant la mortalité de plus de 18 000 tués sur les routes de France en 1972, à 3 500 en 2018 et en 2019. L'Espagne et le Luxembourg qui étaient proches de la France en 2008 l'ont dépassée. La France est passée du septième rang dans l'UE des 28 en 2008, au quatorzième rang en 2019. 
La cour des comptes émet des recommandations:
- Adopter une planification stratégique (avec le nombre de « blessés graves » et en associant  un plan d'action départementale, développement de l’assistance automatisée à la conduite)
- Rechercher une plus grande adhésion (expérimentations, actions de communication)
- Optimiser le contrôle des comportements (radar et rôle des forces de l'ordre)
- Perfectionner les instruments de pilotage (collectivités territoriales, Traxy, annexe budgétaire unique)
- Améliorer l’organisation administrative (commission État-territoires, associant les ministres compétents et les associations représentatives des territoires, conseil territorial de la sécurité routière)[155].